# Johann Bessler

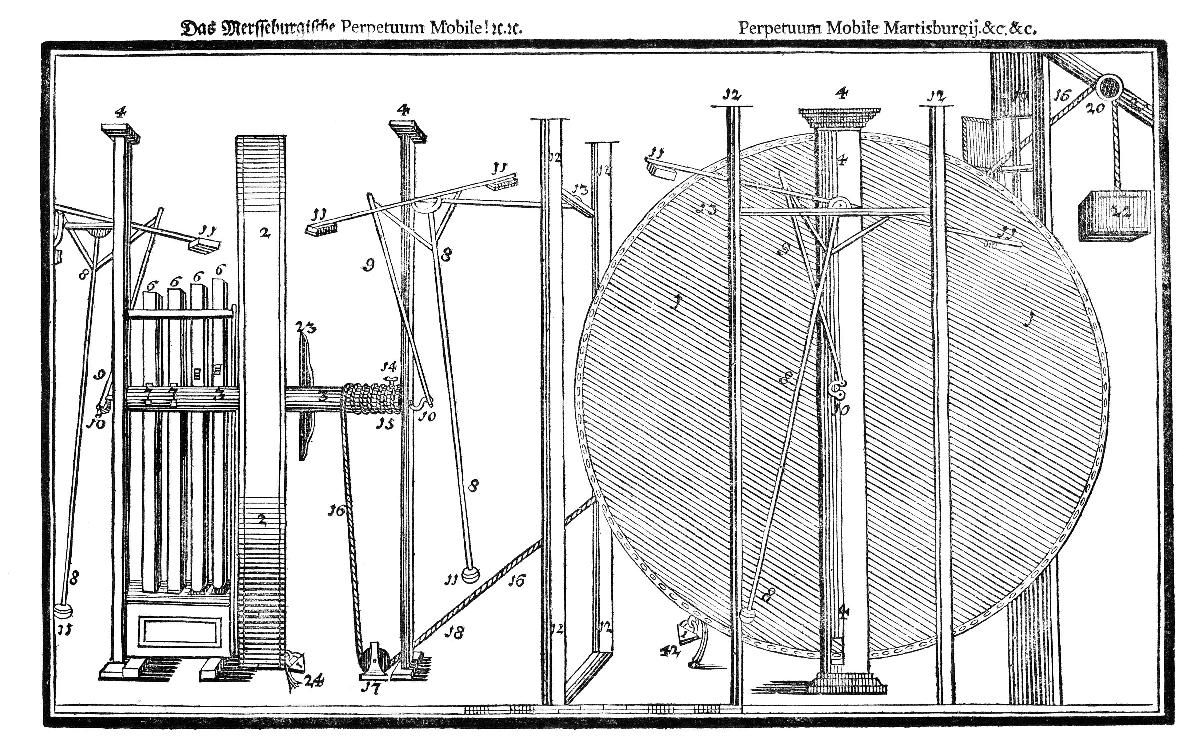
Orffyreovo kolo

Johann Ernst Elias Bessler zvaný Orffyreus (pokřtěn 6. května 1681 Žitava – 30. listopadu 1745 Fürstenberg) byl Němec, který podle vlastního tvrzení sestrojil perpetuum mobile.
Pocházel ze selské rodiny, po získání středoškolského vzdělání cestoval po Německu a živil se jako hodinář, sklář nebo ranhojič, krátce pobýval i v klášteře. Studoval alchymii a kabalu, vystupoval pod pseudonymem Orffyreus, který vytvořil přepisem svého příjmení pomocí šifry ROT13 a polatinštěním.
Roku 1715 představil v Merseburgu kolo, které se neustále točilo bez viditelného zdroje energie a lankrabě Karel I. Hesensko-Kasselský mu po úspěšné zkoušce mechanismu v zapečetěné místnosti udělil patent a titul komerčního rady. Prototyp měl průměr 3,7 metru a tloušťku 36 cm, pohyboval jím mechanismus ukrytý mezi napjatými plachtami, jehož princip konstruktér odmítal sdělit. Besslerův stroj zkoumali přední vědci té doby jako Gottfried Wilhelm Leibniz nebo Willem Jacob 's Gravesande, kteří neodhalili žádnou známku podvodu, zájem o koupi vynálezu měl i car Petr I. Veliký. Po smrti lankraběte však Besslerovy další výzkumy neměl kdo financovat a perpetuum mobile upadlo v zapomnění.
Podle výpovědi Besslerovy služebné Anne Rosine Mauersbergerin bylo kolo poháněno tak, že soustava hřídelí vedla do sousední místnosti, kde najatá osoba točila klikou.